# Кенти, Аб
Хилберт Адрианюс (Аб) Кенти (нидерл. Hilbert Adrianus "Ab" Kentie; 25 августа 1928, Роттердам — 8 марта 1986, там же) — нидерландский футболист, игравший на позициях крайнего и центрального нападающего. В начале карьеры выступал за роттердамские команды РФК, «Ксерксес» и «Роттердам». С 1956 по 1959 год играл в Эредивизи за клуб НОАД, в составе которого в рамках чемпионата забил 22 гола в 75 матчах. Завершал карьеру в командах НЕК и СВВ.

## Клубная карьера

### «Ксерксес»
В 1952 году в возрасте двадцати четырёх лет Кенти перешёл в футбольный клуб «Ксерксес» из Роттердама, до этого он выступал также за местный клуб РФК. В команде дебютировал 21 декабря в матче чемпионата Нидерландов против клуба «Блейерхейде», сыграв на позиции правого нападающего. На 49-й минуте Аб открыл счёт, а спустя две минуты Ринюс Каммерат увеличил преимущество. За двадцать минут до окончания поединка Кунрадс установил окончательный счёт — 3:0. 1 марта 1953 года он сделал дубль в домашней встрече с НАК, принеся своей команде победу со счётом 5:2. В первом сезоне занял с клубом 10-е место в группе D чемпионата.
Первый матч в чемпионате Нидерландов сезона 1953/54 нападающий провёл 6 сентября 1953 года против клуба СВВ, матч закончился волевой победой «зебр» со счётом 2:3 — Кенти забил победный гол. В следующем туре он отличился голом в гостях против «Брабантии» — 0:1. 16 мая 1954 года в гостевой встрече с БВВ он оформил хет-трик и принёс своей команде ничью. «Ксерксес» по итогам сезона занял 8-е место в группе C чемпионата.

### «Роттердам» и «Холланд Спорт»
В начале октября 1954 года было объявлено, что Кенти подписал контракт с профессиональным клубом «Роттердам». В турнире, который проводился под эгидой Нидерландского профессионального футбольного союза (NBVB), Аб дебютировал 10 октября в матче с «Рапидом», появившись во втором тайме на замену вместо Ада ван дер Хука. Кенти добавил скорости в атаку роттердамцев и через пятнадцать минут он был сбит в штрафной площади. Назначенный пенальти в ворота «Рапида» реализовал де Йонг — матч завершился поражением «Роттердама» со счётом 4:2. В следующем матче Аб отметился голом во встрече с «Венло '54».
В ноябре 1954 года Королевский футбольный союз Нидерландов и Нидерландский профессиональный футбольный союз объединились, после чего был создан новый чемпионат страны. После этого клуб «Роттердам» объединился с командой «Ден Хааг» из Гааги, в результате чего появился клуб «Фламинго». От «Ден Хаага» в новую команду было отправлено 7 футболистов, а от «Роттердама» — 12, включая Кенти. В январе 1955 года клуб получил новое название «Холланд Спорт». Первый гол в новой команде Аб забил 1 июня 1955 года в матче против «Стормвогелса», отличившись с пенальти — всего за сезон нападающий отметился 2 голами. По итогам переходного сезона «Холланд» занял 2-е место в группе A чемпионата, которое позволяло со следующего сезона участвовать в следующем переходном турнире. В июле Кенти выставлялся на трансфер, но в межсезонье команду не покинул.
В первом туре чемпионата Нидерландов сезона 1955/56 Аб отметился голом в ворота «Виллема II», однако не помог своей команде избежать крупного поражения со счётом 3:6. 25 сентября «Холланд Спорт» принимал на стадионе «Хаутрюст» роттердамский «Фейеноорд». На 17-й минуте в ворота гостей был назначен пенальти, но Кенти не смог переиграть голкипера Хенка ван ден Бейла. В следующем туре на выезде он отличился голом с 25-метров в ворота ДФК, но хозяева поля смогли сравнять счёт и довести матч до победы — 4:1. Октябрь Кенти завершил дублем в матче с ГВАВ. По итогам переходного сезона его команда заняла 14-место в чемпионате и отправилась в Эрстедивизи.
В июле 1956 года Кенти и ряд игроков «Холланд Спорта» были выставлены на трансфер.

### НОАД
В августе 1956 года Кенти заключил контракт с клубом НОАД из города Тилбург. В команде дебютировал 2 сентября в матче чемпионата Нидерландов против клуба БВК Амстердам — на стадионе «Индюстристрат» тилубргцы уступили гостям со счётом 1:3. 9 сентября Аб открыл счёт в гостевой игре с НАК, после перерыва хозяева поля сначала сравняли счёт, а затем и вовсе вышли вперед. Но на 73-й минуте Герман Дамен сравнял счёт — 2:2. Первую победу в чемпионате НОАД одержал в третьем туре, разгромив дома роттердамскую «Спарту» со счётом 3:0 — по голу на свой счёт записали Мейер, Кенти и Дамен. За сезон нападающий отметился 10 голами в 30 матчах чемпионата, став вторым бомбардиром клуба после Яна Мейера. НОАД в первом в истории сезоне Эредивизи занял 12-е место.
НОАД в первом матче чемпионата 1957/58 дома проиграл «Спарте» со счётом 0:3 — у Кенти был шанс сравнять счёт после первого пропущенного гола, но он не реализовал момент. 13 октября он сделал дубль в выездном матче с «Элинквейком». В 29 матчах чемпионата Кенти забил 8 голов, а также отметился хет-триком в первом раунде Кубка Нидерландов. По окончании сезона выставлялся на трансфер. В августе 1958 года он тренировался в своей бывшей команде «Ксерксес» и рассматривался как игрок основного состава, но переход не состоялся.
За НОАД нападающий отыграл ещё один сезон, сыграв в чемпионате 16 матчей и забив 4 гола.

### НЕК и СВВ
В конце июля 1958 года он перешёл в клуб НЕК из Неймегена, выступавший во втором дивизионе. В команде дебютировал 13 сентября против клуба ЭВС из Лейдена, а первый гол забил 27 сентября в ворота команды ОНА из Гауды. 22 ноября НЕК одержал самую крупную победу в сезоне, разгромив клуб ЭБОХ со счётом 5:0 — три мяча были на счету Кенти, дубль оформил Тини ван Рекен. Всего в чемпионате второго дивизиона он сыграл 18 матчей и забил 7 голов.
Летом 1960 года Аб покинул НЕК и перешёл в клуб СВВ из Схидама, который находился недалеко от Роттердама, где он проживал. Кенти был доволен переходом и в интервью изданию «Het Vrije Volk» заявил: «Поездки в Неймеген были очень утомительными, а если предстояло ещё тренироваться, то это было очень тяжело. Для клуба расходы на проезд были слишком высокими, так что я был помещён в трансферный список.». В составе СВВ он отыграл только один сезон в первом дивизионе, а летом 1961 года был выставлен на трансфер.

## Личная жизнь
Аб родился в августе 1928 года в городе Роттердам. Отец — Питер Хендрикюс Кенти, был родом из Роттердама, мать — Анна Хюбертина ван дер Мер, родилась в Горинхеме. Его младший брат Ад тоже стал футболистом и также выступал в составе клуба «Ксерксес».
Был женат на М. ван Ас — их брак был зарегистрирован 18 ноября 1963 года в Роттердаме. В мае 1965 года у них родился сын — Петер.
Умер в марте 1986 года в возрасте 57 лет.

## Статистика по сезонам
| Клуб | Сезон   | Чемпионат Нидерландов | Чемпионат Нидерландов | Кубок Нидерландов | Кубок Нидерландов | Итого | Итого |
| Клуб | Сезон   | Игры                  | Голы                  | Игры              | Голы              | Игры  | Голы  |
| ---- | ------- | --------------------- | --------------------- | ----------------- | ----------------- | ----- | ----- |
| НОАД | 1956/57 | 30                    | 10                    | ?                 | ?                 | 30    | 10    |
| НОАД | 1957/58 | 29                    | 8                     | ?                 | 3                 | 29    | 11    |
| НОАД | 1958/59 | 16                    | 4                     | ?                 | ?                 | 16    | 4     |
| НОАД | Итого   | 75                    | 22                    | ?                 | 3                 | 75    | 25    |
| НЕК  | 1959/60 | 18                    | 7                     | ?                 | ?                 | 18    | 7     |
| НЕК  | Итого   | 18                    | 7                     | ?                 | ?                 | 18    | 7     |